# Branchipus intermedius
Branchipus intermedius är en kräftdjursart som beskrevs av Traian Orghidan 1947. Branchipus intermedius ingår i släktet Branchipus och familjen Branchipodidae. Inga underarter finns listade.